# Ернст Нойманн

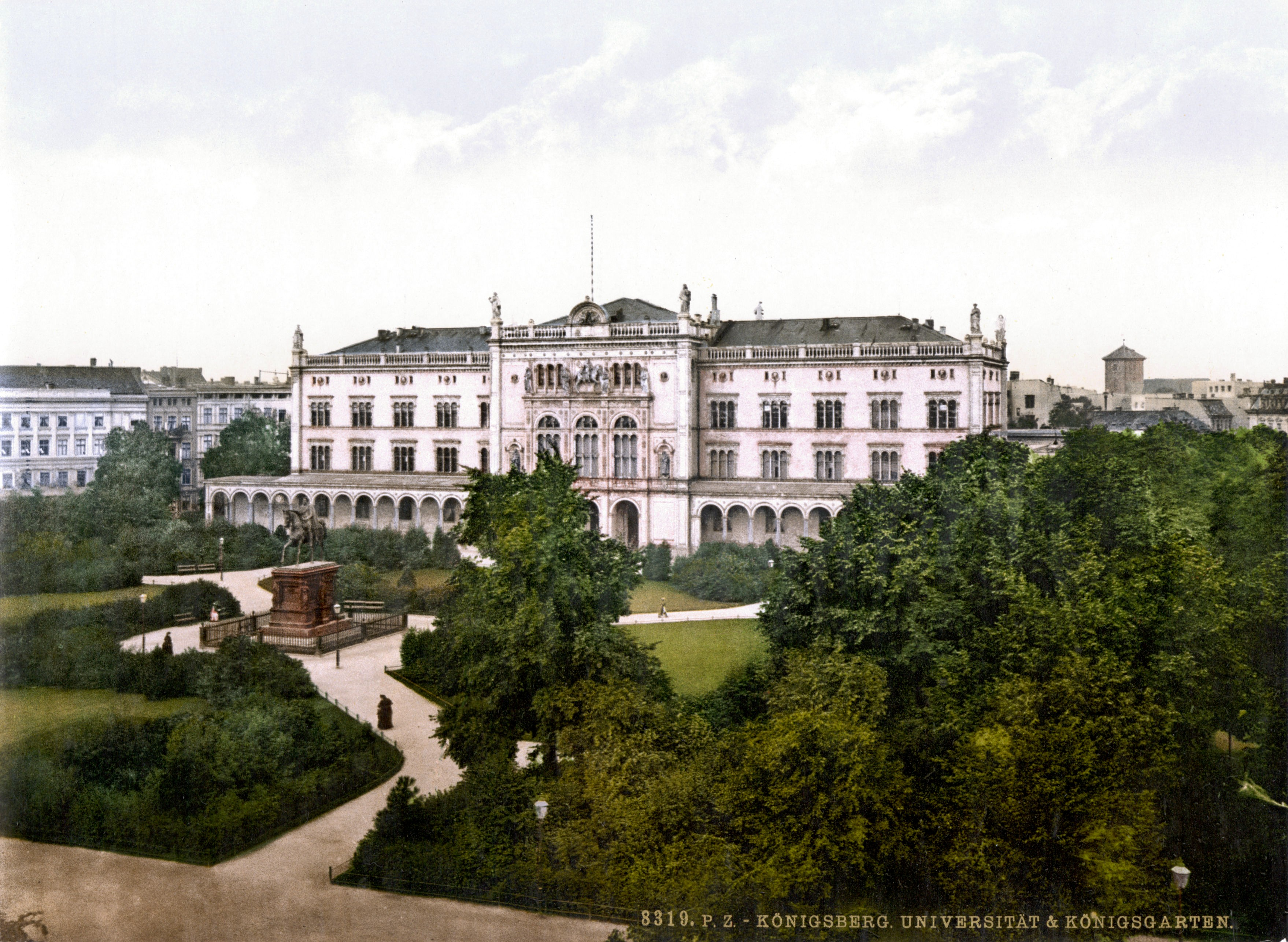
Головний корпус Кенігсберзького університету. 1890–1900 рік.

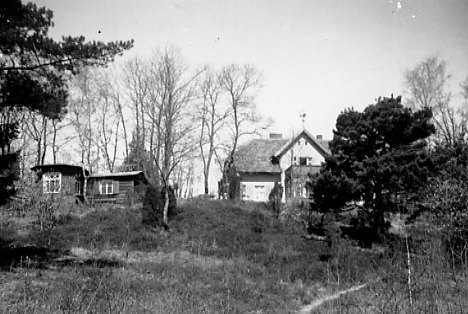
Житловий будинок і лабораторія, де влітку Ернст Нойманн проживав у своєї дочки. 1903 рік, Раушен (сьогодні Свєтлогорськ).

Франц Ернст Крістіа́н Но́йманн (нім. Franz Ernst Christian Neumann; 30 січня 1834, Кенігсберг — 6 березня 1918, там само) — німецький патолог і гематолог.

## Біографічні дані
Франц Ернст Крістіан Нойманн був онук натураліста Карла Готфріда Гагена і син фізика Франца Ернста Нойманна. Як і його брати Карл Готфрід Нойманн і Фрідріх Юліус Нойманн, навчався у Староміській гімназії в Кенігсберзі. Закінчивши її в 1850-му, він того ж року вступив до Кенігсберзького університету. Спершу відвідував лекції з математики та філософії, а тоді перейшов на медичний факультет. У 1855-му році Ернст здобув докторський ступінь. Одним із його вчителів був Герман фон Гельмгольц. Після студій у Карловому університеті в Празі та в клініці «Шаріте», де тоді працював Рудольф Вірхов, 1866 року Ернст Нойманн став професором у Кенігсберзі. Рік перед тим він обійняв посаду ректора Кенігсберзького інституту патології на місце Фрідріха Данієля фон Реклінгаузена й перебував на цій посаді до 1903-го року. Під керівництвом Нойманна захистили дисертації 25 його учнів.
Був одружений з Анною Кеніг (1839–1903), дочкою гімназійного викладача математики й астрономії Йоганна Фрідріха Кеніга (1798–1865) і сестрою паризького науковця й механіка Рудольфа Кеніга (1832–1901). 
Родина Нойманнів мешкала в Кенігсберзі, на вулиці Флісштрасе, 28. Троє з їхніх шести дітей померли в ранньому віці. Син Ернст Ріхард Нойманн викладав математику в Марбурзькому університеті. Дочка Гелена Нойманн (1874–1942) — маляр і графік, учениця Гайнріха Вольфа.
Нойманн помер у 84 роки. Його поховали на Першому Траггаймському кладовищі в Гуфені (Кенігсберг).

## Огляд патології й гематології
У 1868 році Нойманн описав «лімфоїдні мозкові клітини» в кістковому мозку, ствердив, що в цьому органі виробляється кров, і подав концепцію стовбурових клітин та кровотворення. Він також описав гострий мієлолейкоз.
Завдяки цій «першорядній сенсації» Кенігсберський інститут патології увійшов в історію медицини, а з 1868 року від патології відгалузилася дисципліна «сучасна гематологія ХІХ століття». Крім гематології, Нойманн розвивав такі галузі патології, як регенерація нервів і м'язів, вчення про пігментацію, запалення і стоматологічні порушення. За багатогранність наукової роботи численні автори називають Нойманна «Вірховом Сходу».
2007 року Цех та інші автори опублікували такий текст:

## Гематологічні дослідження, пігменти крові

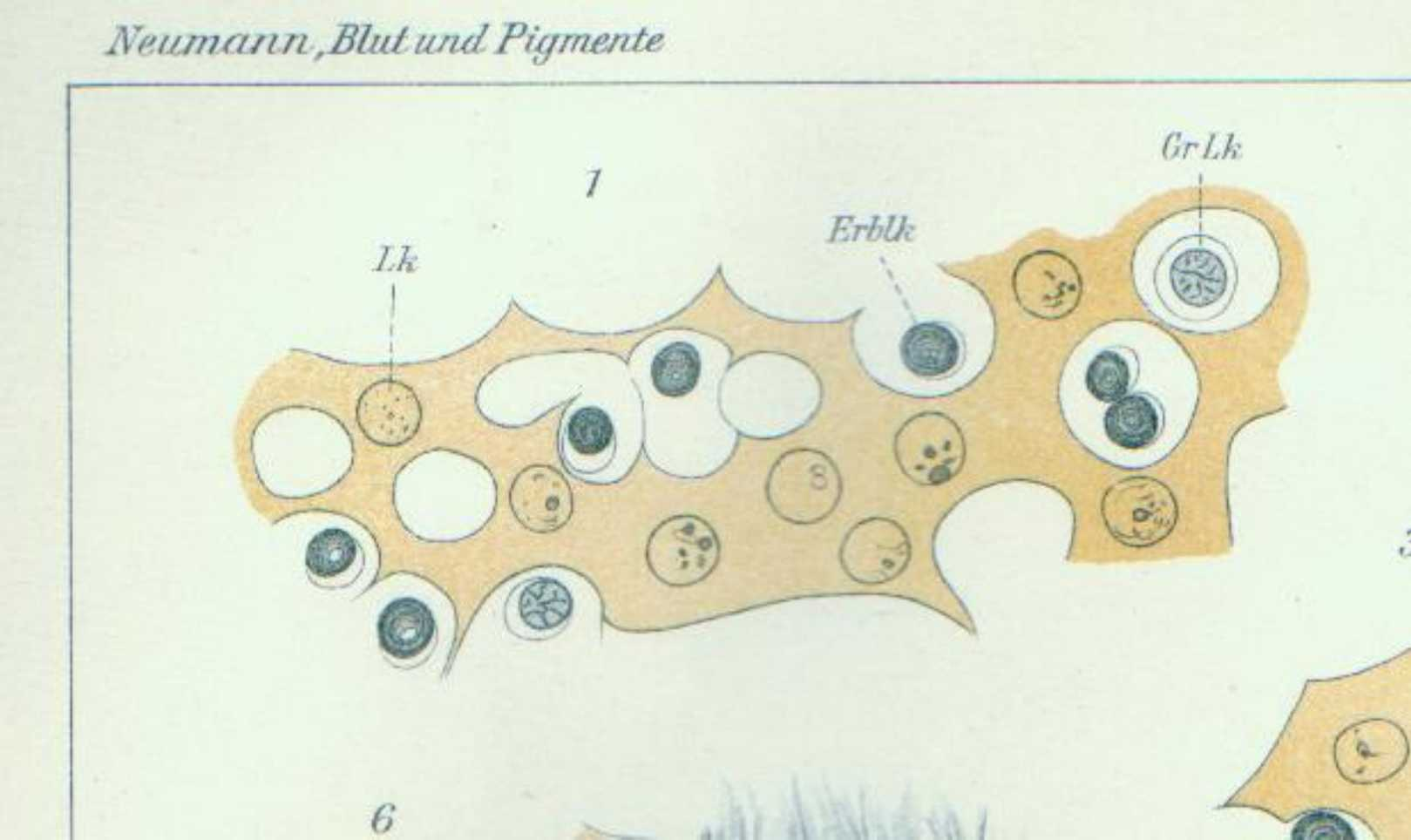
Ядро «великого лімфоцита» — стовбурової клітини — в печінці ембріона. Малюнок Ернста Нойманна, 1914. Опубліковано в Blut und Pigmente — Gesammelte Abhandlungen mit Zusätzen. Jena 1917.

Вивчення процесів регенерації в тканинах зубів і кісток, електрофізіологічні досліди над мембраною еритроцита, дослідження жовтяниці новонароджених, яку Нойманн відрізнив від патологічної жовтяниці, — все це в наслідку привело до виконаного в 1868 році першого опису клітин, які формують червоні кров'яні тільця. 1869 року Нойманн вперше описав морфологію кісткового мозку, зокрема систему капілярів. У тій же роботі він зазначив, що в ембріонів кров виробляють не тільки селезінка й печінка, але й кістковий мозок. Всі досліди проведено над нативним (природним) препаратом (мікроскопічне дослідження на клітинному рівні без хімічних додатків), який вперше описав Нойманн.
У 1869 — 1871 роках науковець проаналізував мазки крові, взяті в пацієнтів, і описав залежну від діяльності кісткового мозку хворобу. Назвав її «мієлолейкозом», на відміну від «мієлоїдного лейкозу» (лейкозу, схожого на кісткомозковий), описаного Паулем Ерліхом. У 1878 році Нойманн з'ясував, що лейкоцити — білі кров'яні тільця — теж виробляються в кістковому мозку. 1882 року сформульовано закон розподілу жовтого і червоного кісткового мозку в кінцівках («закон Нойманна»), який стверджує, що в новонароджених дітей усі кістки з мозковим наповненням містять червоний кістковий мозок. З віком виробляння крові зосереджується в центрі тіла, а в периферійних кістках залишається тільки жировий кістковий мозок. Таке твердження підтримували Джуліо Бідзозеро і Клод Бернар, а Жорж Пуше і Джордж Гаєм заперечували. Однак за два десятиліття цей закон став науковою аксіомою. «Сяйво істини спочатку може засліплювати, але зрештою воно заміняє всі штучні світильники».
У 1888 році подано інший гематологічний закон Нойманна — про те, що червоний пігмент крові «гемосидерин» (Neumann) формується в здоровому організмі, тоді як пігмент гематоїдин — продукт некрозу.
1912 року в науковій праці Нойманн визначив, що постембріональне кровотворення відбувається завдяки клітині кісткового мозку, яку він описав ще в 1869 році, згодом із П. Ерліхом і А. В. Максимовим назвав «великим лімфоцитом», а в 1912 році — поліпотентною (здатною до диференціації в різних напрямах) «великолімфоцитною стовбуровою клітиною». Такі клітини виробляють кров'яні тільця всіх різновидів — еритроцити, лейкоцити і лімфоцити (унітарний погляд). Своєю чергою, ретикулярна тканина (reticulum) виробляє ці тільця в печінці, селезінці й кістковому мозку ембріона. Крім того, Нойманн зробив значний внесок у клінічну картину онкологічної анемії.

## Дослідження в загальній патології і патологічній анатомії

### Доктрина запалення
У Європі ХІХ століття ще була поширена практика кровопускання, а Нойманн один із перших патологоанатомів обстоював гіпотезу, що запалення — це насамперед захист організму під час загоєння. Перебіг запалення складається з двох процесів — власне запального (laesio continui, тобто мікронекрозу) й регенеративного. У фазі регенеративного загоєння головну роль відіграє утворення сполучної тканини. Нойманн назвав фібробласти своїм іменем і описав їх поведінку в запальних процесах. У 1896 році він запровадив термін «фібриноїдна дегенерація» (згодом — «фібриноїдний некроз») для запальної реакції на серозних оболонках, на відміну від «фібринозної ексудації» (Нойманн, 1896).

### Дегенерація та регенерація м'язів і нервів
Описані Нойманном м'язові нарости — це регенеративна форма поперечно-смугастої м'язової тканини. Вирішальну роль тут відіграє відновлювальний дивертикул регенеративного епітелію (сполучної тканини).
Нойманн експериментував на тваринах — робив трансплантацію нервів, досліджуючи їх дегенерацію та регенерацію. На його думку, лемоцити (шваннівські клітини) значно впливають на регенерацію ушкоджених нервів (теорія шваннівських нейробластів, або ж теорія ланцюга клітин). У законі Нойманна про розвиток нервів йдеться про взаємозв'язок моторних нервових шляхів і формування головного мозку ембріона.

### Пухлина Нойманна
Пухлина Нойманна відповідає першому опису enвродженого епулісу — доброякісного пухлиноподібного розростання м'яких тканин на альвеолярному відростку щелепи.

## Стоматологія
Зубні оболонки Нойманна — це особливо стійкі до хімічних речовин стінки зубних каналів, у яких містяться дентинні волоконця Тома. У випадку карієсу через зовнішній вплив виникає запальний набряк дентинних волоконець, розширюються оболонки зубів і звужуються зубні канали.

## Терміни, пов'язані з іменем Нойманна[6]
- Два закони Нойманна — див. вище в цій вікі-статті
- Клітини Нойманна — ядерні клітини в кістковому мозку, з яких утворюються червоні кров'яні тільця
- Оболонка Нойманна — шар тканини, відносно опірної проти кислот, яка формує стінки дентинних канальців. Інша назва — дентинна оболонка
- Синдром Нойманна — м'язова клітинна пухлина в дітей. Інша назва — неонатальна міобластома
- Оболонка Руже—Нойманна — аморфна основна речовина між остеоцитом і лакунарною перегородкою
- Пухлина Нойманна, або вроджений епуліс

## Нагороди і відзнаки
У 1883 році Нойманну присвоїли звання таємного медичного радника. Він мав почесні докторські ступені тюбінгенського (1898) та женевського (1915) університетів. У 1916-му році його нагородили лицарським орденом. На 80-річчя Нойманна колишні студенти Кенігсберзького університету подарували йому пам'ятну золоту медаль (діаметр 6 см) роботи Станіслава Кауера. Гіпсові (діаметр 45 см) копії медалі нині перебувають у Музеї міста Кенігсберг, Музеї міста Дуйсбург (1998), у Берлінському (1999) та Інгольштадтському музеях історії медицини. В останньому з них є також бронзова копія (діаметр 6 см).
27 серпня 1995 року в Дюссельдорфі вперше відбулося вручення Премії Ернста Нойманна в рамках 24-го засідання Міжнародного товариства експериментальної гематології. Цією заново відлитою в золоті медаллю нагородили лауреата — професора Д. Меткафа за його заслуги в гематології (див. посилання). Крім того, Ернстові Нойманну віддали належне на виставці «Європейський масштаб природничих наук Кенігсбергу ХІХ століття» з нагоди 750-річчя Кенісберга у 2005 році.

## Праці
- Beiträge zur Kenntniss des Zahnbein- und Knochengewebes. Leipzig, 1863.
- Über das verschiedene Verhaltung gelähmter Muskeln gegen den constanten und inducirten Strom und die Erklärung desselben. Deutsche Klinik, Berlin, 1864, 16: pp. 65–69.
- Zur Histologie der rothen Blutkörperchen. In: Centralblatt für die Medizinischen Wissenschaften 3/31(1865): pp. 481–484 [nicht in: Blut und Pigmente]
- Über die Bedeutung des Knochenmarks für die Blutbildung. Vorläufige Mitteilung. In: Centralblatt für die Medizinischen Wissenschaften Nr. 44 (1868)
- Über die Bedeutung des Knochenmarks für die Blutbildung. Ein Beitrag zur Entwicklungsgeschichte der Blutkörperchen. Wagners Archiv der Heilkunde X (1869) [Abdruck in: Blut und Pigmente Fischer, Jena 1917, S. 6-51]
- Ein Fall von Leukämie mit Erkrankung des Knochenmarks. [Ernst Leberecht Wagners] Archiv der Heilkunde, Leipzig, 1870, 11: 1-14.
- Das Gesetz über die Verbreitung des gelben und roten Knochenmarks Centralblatt für die Med. Wissenschaft. 18 (1882) 321–323
- Einige Versuche über Nerventransplantationen. Arch. für Entwicklungsmechanik 6 H. 4 (1898) S. 326–236
- Hämatologische Studien III, Leukozyten und Leukämie. Archiv für Mikroskopische Anatomie und Entwicklungsgeschichte, 1912, 207: 480–520. [auch in: Blut und Pigmente. Fischer, Jena 1918.]
- Neuer Beitrag zur Kenntnis der embryonalen Leber. Arch. für mikroskopische Anatomie 85, Abt. I (1914) 480–520
- Blut und Pigmente — Gesammelte Abhandlungen mit Zusätzen. Gustav Fischer, Jena 1917. (z.B. «Großlymphozytäre Stammzelle» 1912, S. 313 — Ergänzung des Stammzellpools auch durch mitotische Teilung)

## Зовнішні зв'язки
- Ernst Chr. Neumann Leben [Архівовано 16 січня 2014 у Wayback Machine.]
- Der Wissenschaftler Ernst Christian Neumann, Pathologe und Hämatologe, Königsberg
- Bauer, A.: International Bibliographic Guide to the History of Pathology (IBGHP) [Архівовано 9 січня 2009 у Wayback Machine.]
- Franz Ernst Christian Neumann [Архівовано 16 січня 2014 у Wayback Machine.]